# 아카바만

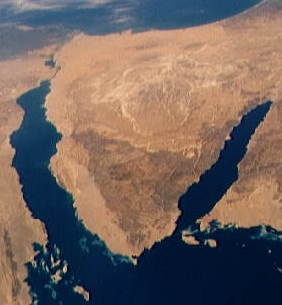
우주왕복선 STS-40에서 촬영한 시나이반도, 수에즈만(서쪽), 아카바만(동쪽)의 위성 사진

아카바만(아랍어: خليج العقبة 할리즈 알아카바[*])은 홍해 북쪽의 만이다. 이스라엘에서는 에일라트만(히브리어: מפרץ אילת 미프라츠 에일라트)이라고 부른다. 시나이반도와 아라비아반도 사이에 위치하며, 이집트, 이스라엘, 요르단, 사우디아라비아가 아카바 만과 접해 있다.
아카바만은 홍해가 시나이반도로 나뉘어 만들어진 두 만 중 하나이다. 반도 서쪽에는 수에즈만, 동쪽엔 아카바 만이 놓여 있다. 아카바만은 가장 넓은 곳이 24 km이며, 만 입구의 티란해협에서 북쪽의 이스라엘 해안까지 160 km 길이이다.
만의 북쪽 끝에는 이집트의 타바, 이스라엘의 에일라트, 요르단의 아카바 세 도시가 있다.
지리학적으로 아카바만은 대지구대의 일부이다. 지구대는 홍해와 아카바 만을 거쳐 사해로 이어진다.

## 같이 보기
- 아카바주
- 자누브시나주